# جون إف. ماكجي
جون إف. ماكجي (بالإنجليزية: John F. McGee)‏ هو قاضي ومحامي أمريكي، ولد في 1861 في أمبوي في الولايات المتحدة، وتوفي في 15 فبراير 1925.